# Litavska sovjetska enciklopedija
Litavska sovjetska enciklopedija (litavski: Lietuviškoji tarybinė enciklopedija, ruski: Литовская советская энциклопедия) opća je enciklopedija na litavskome. Izdavala ju je „Glavna redakcija enciklopedija“ (litavski: Vyriausioji enciklopedijų redakcija, ruski: Главная редакция энциклопедий). Svesci su tiskani u 75.000 primjeraka. Glavni urednik bio je Jonas Zinkus. 
Prethodnik Litavskoj sovjetskoj enciklopediji bila je Mala litavska sovjetska enciklopedija. Nakon Litavske sovjetske enciklopedije tiskana je Enciklopedija Sovjetske Litve.
Na temelju Litavske sovjetske enciklopedije nastala je suvremena Univerzalna litavska enciklopedija.

## Struktura
| Broj sveska | Ime sveska                       | Godina objavljivanja | Broj stranica |
| ----------- | -------------------------------- | -------------------- | ------------- |
| 1           | A-Bangis                         | 1976.                | 640           |
| 2           | Bangladešas-Demokratinis         | 1977.                | 640           |
| 3           | Demokratinis-Garibaldžio         | 1978.                | 640           |
| 4           | Gariga-Jančas                    | 1978.                | 639           |
| 5           | Janenka-Kombatantai              | 1979.                | 640           |
| 6           | Kombinacija-Lietuvos             | 1980.                | 640           |
| 7           | Lietuvos-Mordvių                 | 1981.                | 640           |
| 8           | Moreasas-Pinturikjas             | 1981.                | 640           |
| 9           | Pintuvės-Samneris                | 1982.                | 640           |
| 10          | Samnitai-Šternbergas             | 1983.                | 640           |
| 11          | Šternbergo-Vaisius               | 1983.                | 640           |
| 12          | Vaislapėlis-Žvorūnė              | 1984.                | 635           |
| Bez broja   | Papildymai. A-Ž (Dodatni svezak) | 1985.                | 640           |